# Aeroportul Inagua
Aeroportul Inagua (IATA: IGA, ICAO: MYIG) este un aeroport din Inagua⁠(d), Bahamas.
Situat la o altitudine de 9 m, aeroportul dispune de o singură pistă.